# Karel Bujok
Karel Bujok (* 11. srpna 1935 Třinec) je bývalý československý fotbalový záložník či útočník. Věnoval se rovněž lednímu hokeji v Třinci, podobně jako jeho spoluhráč Josef Kedzior.

## Hráčská kariéra
V československé lize hrál v sezoně 1963/64 za Třinecké železárny (19.10.1963–14.06.1964), vstřelil 3 branky.

### Ligová bilance
| Ročník             | Zápasy | Góly | Minuty | Klub         |
| ------------------ | ------ | ---- | ------ | ------------ |
| II. liga 1962/63   | –      | –    | –      | TJ TŽ Třinec |
| I. liga 1963/64    | 20     | 3    | 1 782  | TJ TŽ Třinec |
| CELKEM I. ČS. LIGA | 20     | 3    | 1 782  |              |